# Heddal bygdetun

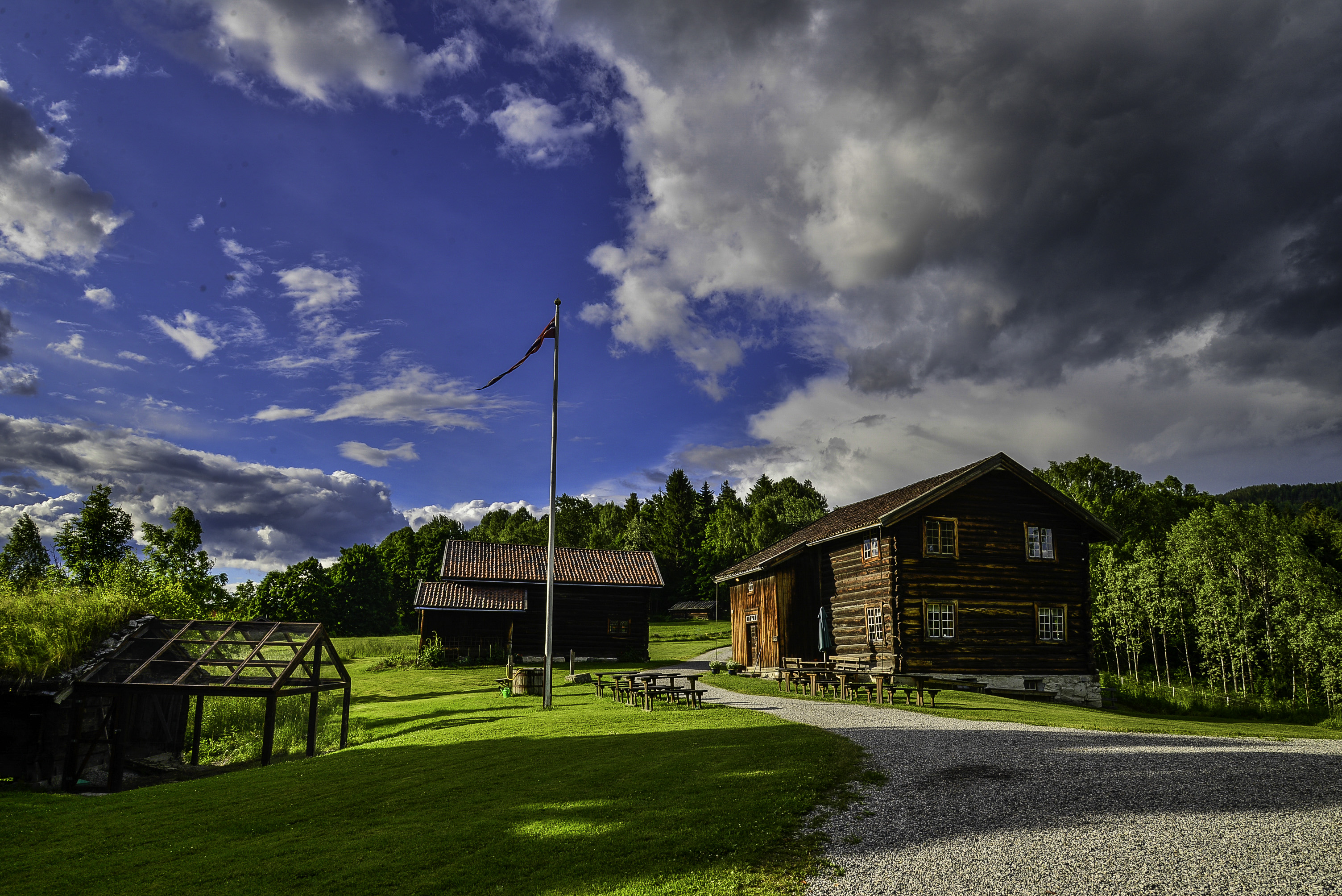
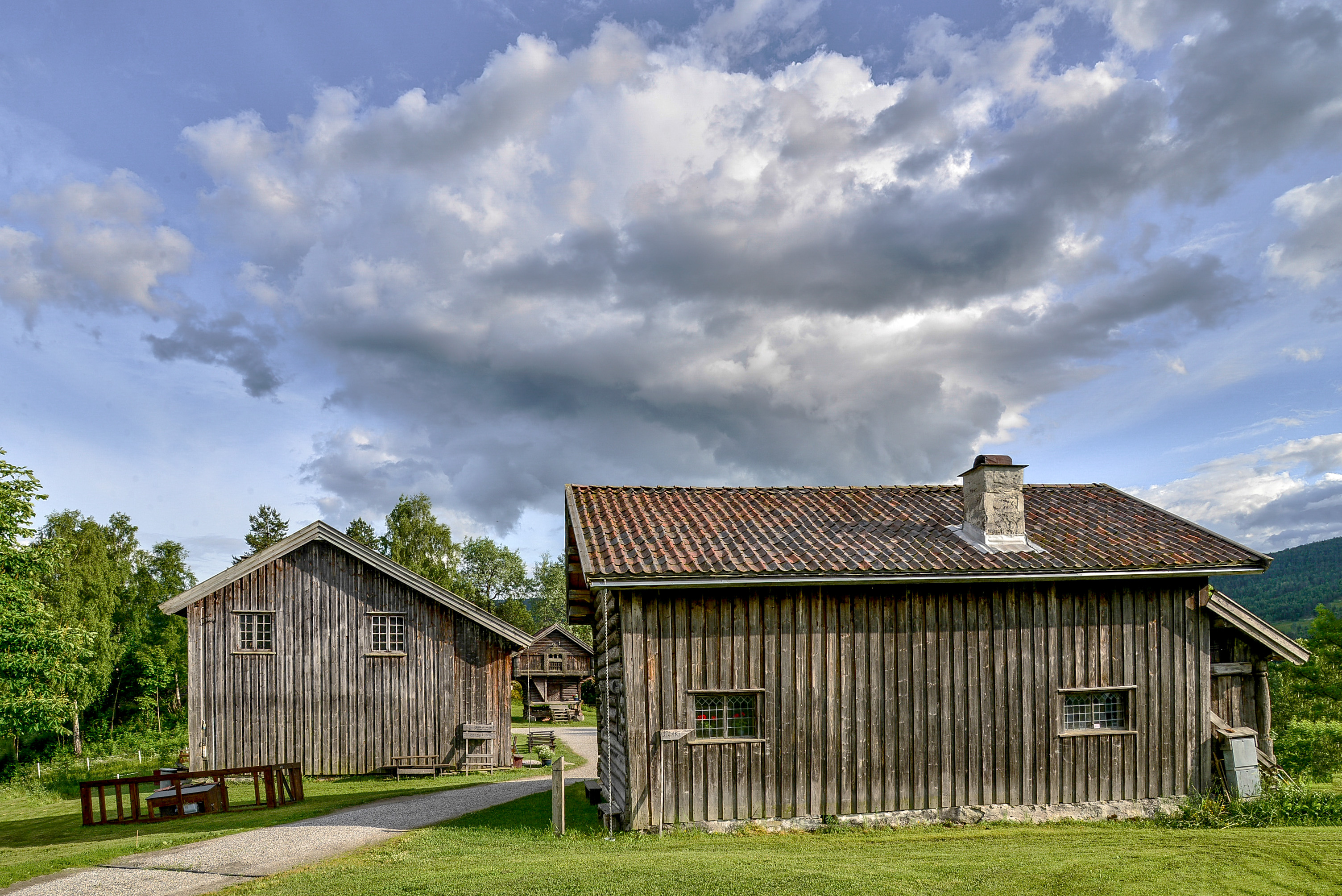
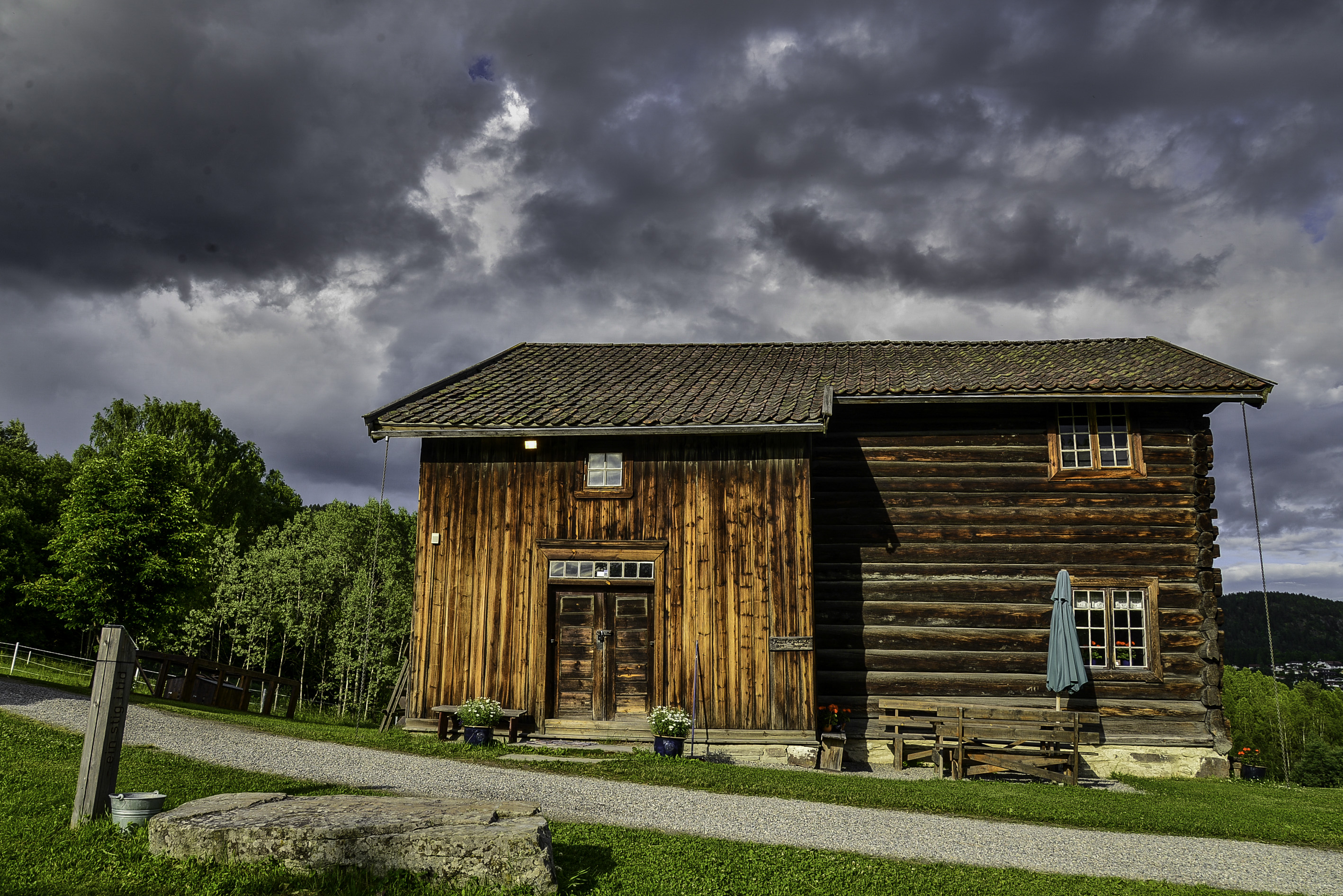
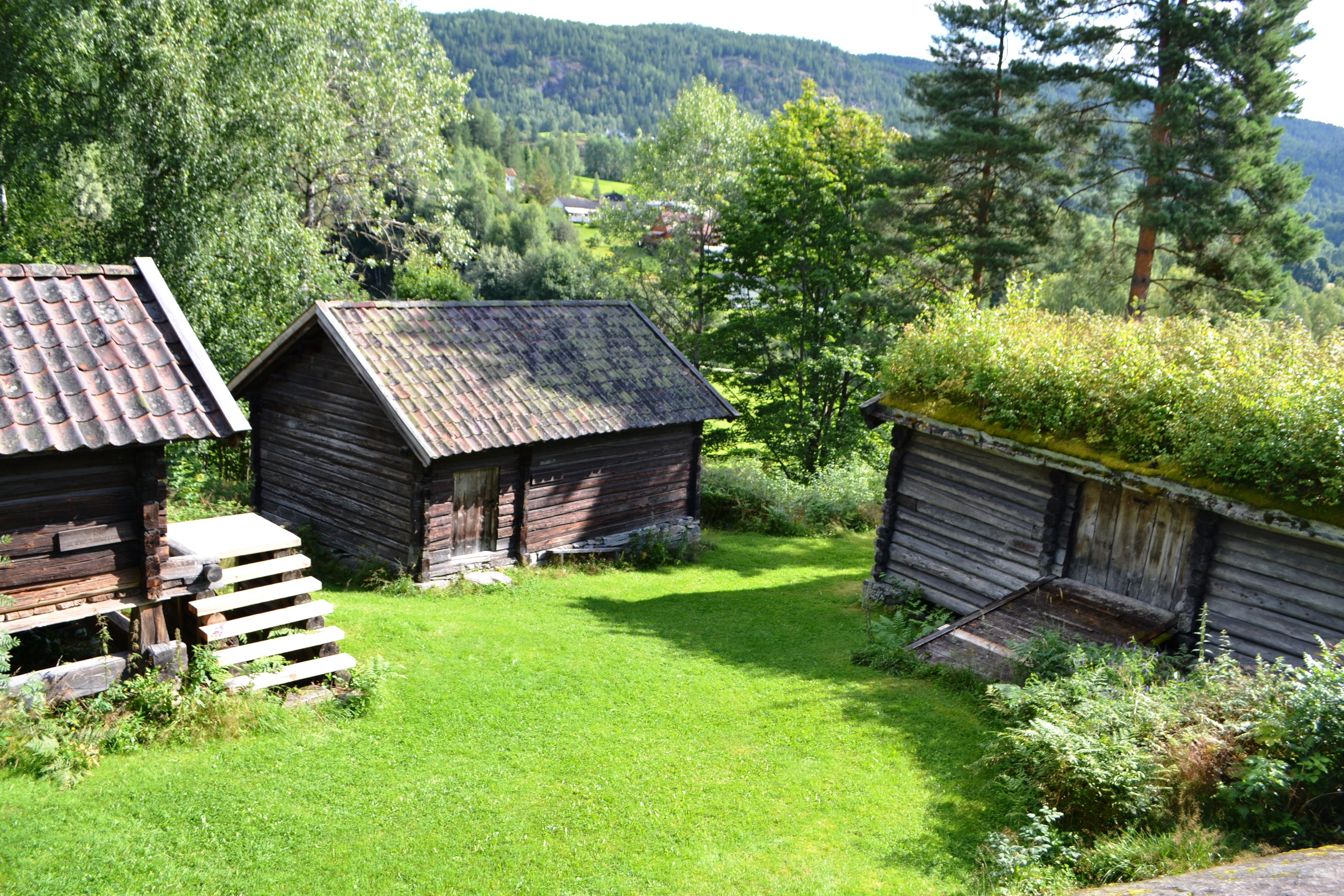
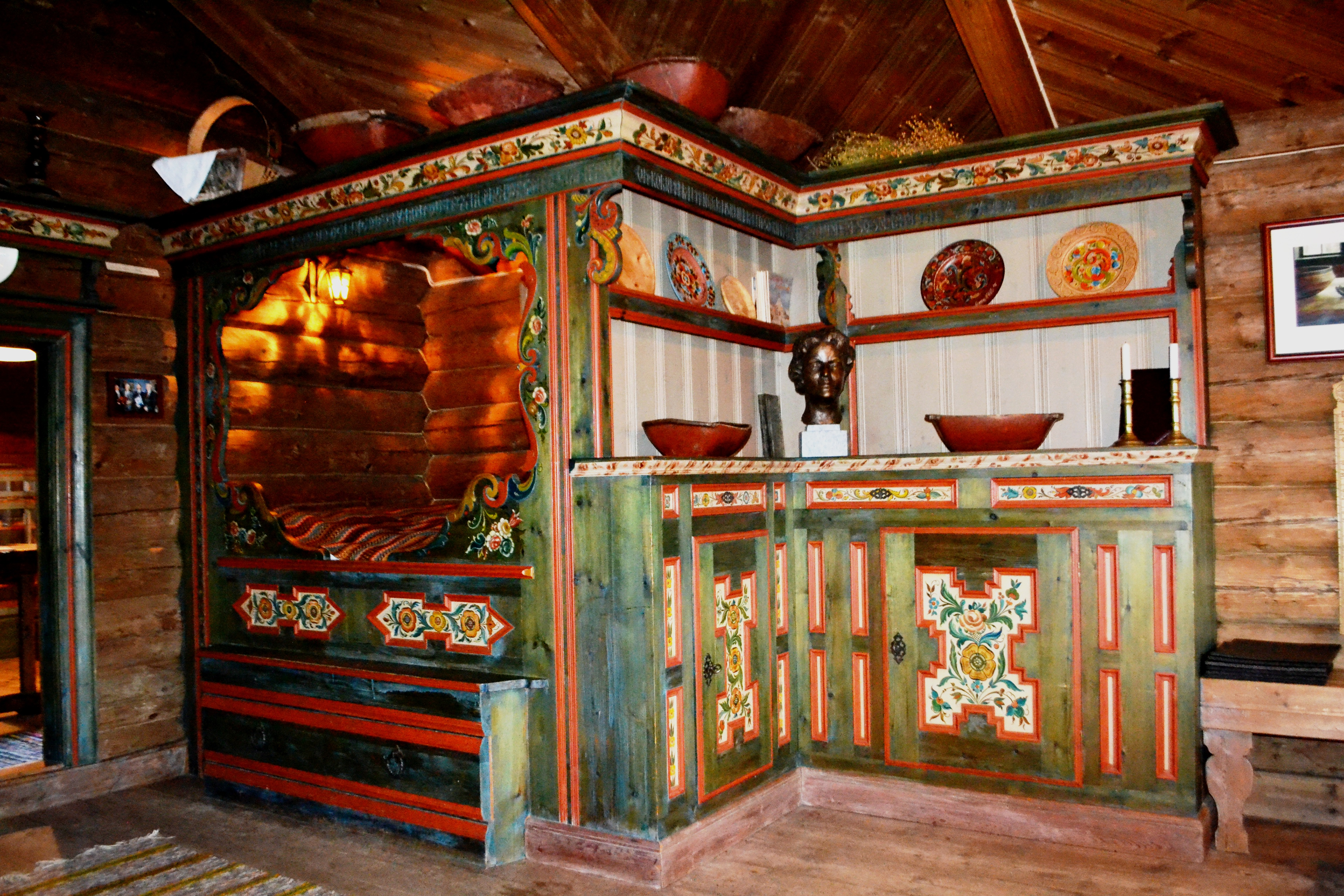

Heddal bygdetun ist ein Freilichtmuseum in Heddal, 6 km westlich vom Ortszentrum der Gemeinde Notodden, Telemark, Norwegen. Die Hofanlage stellt einen Bauernhof dar und besteht aus denkmalgeschützten Gebäuden und Exponaten aus der Zeit vom Mittelalter bis 1930. Einige Gebäude wurden von ihren historischen Standorten auf das jetzige Museumsgelände umgesetzt und wieder aufgebaut. Das Museum ist Eigentum der Heddalsvatnet und Notodden Museums-Gesellschaft und wird seit 2010 vom Norwegischen Industriearbeitermuseum verwaltet. Im Sommer werden im Museum Kartoffeln, Gemüse und Kräuter angepflanzt, sowie Hühner und Kaninchen gehalten.
Das Museum ist etwa 300 m von der Stabkirche Heddal, der größten erhaltenen Stabkirche entfernt. Das Museum ist jedes Jahr im Sommer von 15. Juni bis zum 15. August geöffnet.